# Сан-Карлос-де-Рио-Негро
Сан-Карлос-де-Рио-Негро (исп. San Carlos de Río Negro) — небольшой город на юге Венесуэлы, на территории штата Амасонас. Является административным центром муниципалитета Рио-Негро.

## История
Город был основан в 1759 году как лагерь экспедиции под предводительством испанского колониального чиновника Хосе Солано-и-Боте (1726—1806).

## Географическое положение
Сан-Карлос-де-Рио-Негро расположен на юго-западе штата, вблизи границы с Колумбией, на левом берегу Риу-Негру, на расстоянии приблизительно 414 километров к юго-юго-востоку (SSE) от города Пуэрто-Аякучо, административного центра штата. Абсолютная высота — 97 метров над уровнем моря.

## Климат
Климат города характеризуется как экваториальный (Af в классификации климатов Кёппена). В течение года выпадает большое количество атмосферных осадков (среднегодовое количество — 3430 мм). Средняя годовая температура составляет 26,3 °C.

## Население
По данным Национального института статистики Венесуэлы, численность населения города в 2013 году составляла 2916 человек.

## Транспорт
К востоку от Сан-Карлос-де-Рио-Негро имеется небольшой аэропорт (ICAO: SVSC).